# Mohammad Reza Pahlawi

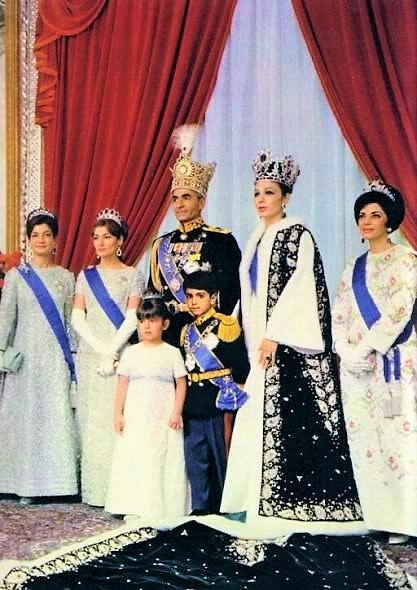
Oficjalne zdjęcie rodziny królewskiej,
26 października 1967

Mohammad Reza Pahlawi (pers. محمدرضا پهلوی, ur. 26 października 1919 w Teheranie, zm. 27 lipca 1980 w Kairze) – ostatni szachinszach Iranu, z dynastii Pahlawich, nastawiony prozachodnio, inicjator reform społecznych i gospodarczych w Iranie. W 1979 został odsunięty od władzy w wyniku irańskiej rewolucji islamskiej.

## Życiorys

### Wczesny okres panowania
16 września 1941 Mohammad Reza Pahlawi objął tron po wymuszonej przez mocarstwa zachodnie abdykacji ojca, Rezy Szaha Pahlawiego. Początkowo był łagodnym, choć niekiedy niezdecydowanym liderem, co wyraźnie odróżniało go od ojca. W ciągu lat 40. wycofał on wiele autorytarnych praktyk okresu poprzedników i ustanowił model bliższy demokracji. Młody szach z czasem coraz mniej był zainteresowany sprawami państwa, stał się bywalcem salonów Europy, latał prywatnym samolotem, czas spędzał na uprawianiu sportów i zabawie. Był osobą mało popularną w kraju, obracał się jedynie w najwyższych kręgach wojskowych i nie zdawał sobie sprawy z niechęci, jaką wobec niego żywili rodacy.
4 lutego 1949 Mohammad Reza przybył na ceremonię rocznicową na Uniwersytet Teherański. Wkrótce po wyjściu szacha z samochodu młody człowiek udający fotoreportera zbliżył się do niego na odległość ok. 2 metrów i oddał sześć strzałów. Pomimo niewielkiej odległości tylko dwie kule raniły Mohammada Rezę, zaś przy ostatnim strzale, wymierzonym w serce, pistolet się zaciął. Szach uznał swoje ocalenie za boską interwencję i wkrótce potem zaczął wywierać coraz większy wpływ na sytuację w Iranie. Zamachowiec należał do organizacji fundamentalistycznej Fedaini Islamu (według innego źródła – do komunistycznej Partii Tude). Po nieudanym zamachu szach wprowadził w kraju stan wyjątkowy, zarządził nowe wybory parlamentarne, zdelegalizował partię Tude, polecił aresztować wielu polityków i dziennikarzy opozycyjnych, a znanego ajatollaha Abolghasema Kaszaniego, utrzymującego kontakty z Fedainami – usunąć z kraju.
W tym czasie wpływowi politycy, a wśród nich Mohammad Mosaddegh, później demokratycznie wybrany premier Iranu, czynili wysiłki na rzecz unowocześnienia i demokratyzacji państwa. Na tle konfliktu, jaki wybuchł w 1951 po nacjonalizacji brytyjskiej spółki naftowej, w sierpniu 1953 doszło do odsunięcia od władzy urzędującego premiera Mohammeda Mossadegha. Twarda i niezależna polityka Mossadegha, prowadząca do utraty wpływów w Iranie przez Wielką Brytanię, stała się przyczyną nacisków politycznych na szacha ze strony rządu brytyjskiego oraz współpracującej z nim amerykańskiej agencji wywiadowczej CIA, aby ten – korzystając ze swoich konstytucyjnych uprawnień – odwołał premiera. Kiedy Mossadegh odmówił ustąpienia z urzędu, CIA zorganizowała w Teheranie demonstrację poparcia dla szacha, w wyniku której doszło do zamieszek, obalenia rządu i przejęcia przez szacha pełnej władzy w państwie. Pahlawi poparł pucz po otrzymaniu przez niego i jego najbliższą rodzinę dużych łapówek z rąk agentów wywiadu Stanów Zjednoczonych.

### Likwidacja opozycji i rządy SAWAK
Lata 1953–1979 to okres osobistych, autorytarnych rządów władcy Iranu. Zaraz po obaleniu Mossadegha wielu bliskich współpracowników obalonego premiera (w tym ministrów), jego zwolenników i członków Frontu Narodowego zostało poddanych torturom, straconych lub trafiło do więzień. Mossadegh w procesie pokazowym został skazany na trzy lata więzienia i areszt domowy. Szach cofnął reformy poprzednika i przywrócił brytyjskie interesy gospodarcze w kraju. Brutalne represje spotkały również partię Tude. Służby bezpieczeństwa szacha aresztowały około czterech tysięcy członków partii, z których kilkudziesięciu zostało skazanych na kary śmierci lub zmarło w wyniku tortur. Kilkuset członków zostało natomiast skazanych na dożywotnie więzienie. Nowy reżim aresztował też około czterystu sympatyków Tude w siłach zbrojnych (22 pułkowników, 69 majorów, 100 kapitanów, 193 poruczników, 19 podoficerów i 63 kadetów), z których kilkunastu zginęło po torturach. W celu umocnienia swojej władzy monarcha utworzył służby SAWAK, na czele których jako pierwszy stanął Hasan Pakrawan. W tworzeniu służby uczestniczyli doradcy brytyjscy i amerykańscy, a jej podstawowym celem było zwalczanie opozycji.
Nowym premierem został Fazlollah Zahedi w praktyce obsadzony na to stanowisko przez zachodnie służby. Po dwudziestu miesiącach kierowania rządem Zahedi został oskarżony przez szacha o zdefraudowanie znacznych funduszy. W ten sposób szach pozbył się polityka, którego uważał za zbyt samodzielnego. Szach przeprowadził równocześnie delegalizację wszystkich partii o profilu republikańskim. Następcą Zahediego był bardziej podporządkowany szachowi Hosejn Ala.

### Utworzenie systemu fasadowego i uzależnienie od mocarstw
Choć pucz z 1953 roku przyczynił się do poprawy sytuacji irańskiej gospodarki (co umożliwiło odwołanie brytyjskiego embargo), władca był jednak od tej pory marionetką Ameryki – Iran uzależniony był od wsparcia USA, które zdobyły prawo do eksploatacji 40% złóż irańskiej ropy. USA uzyskały też możliwość zbudowania stacji nasłuchu elektronicznego wzdłuż granicy z ZSRR, a Iran, obok należącej do NATO Turcji, stał się drugim proamerykańskim rządem państwa graniczącego z ZSRR w tym regionie świata.
W 1957, szach postanowił ustanowić w kraju ściśle kontrolowany, fasadowy system dwupartyjny, na jego polecenie ówczesny premier Manuczehr Eghbal stanął na czele Partii Narodowej; kierowanie „opozycyjną” Partią Ludową powierzono Asadollahowi Alamowi, także politykowi cieszącemu się zaufaniem monarchy. W 1959 Eghbal poinformował dyplomatów amerykańskich i brytyjskich o tym, że Pahlawi miał zamiar podpisać ze Związkiem Radzieckim długoterminowy pakt o nieagresji i poprosił o wpłynięcie na monarchę, by ten zmienił swoją decyzję. Tak też faktycznie się stało. Nie wyjaśniono, czy premier działał w tej sprawie z własnej inicjatywy, czy też cała sytuacja została zaaranżowana przez Pahlawiego w celu udowodnienia zachodnim sojusznikom, że Iran może podejmować samodzielne inicjatywy polityczne. Rząd Eghbala upadł w roku następnym po jawnie sfałszowanych wyborach parlamentarnych. Chociaż poprzednie wybory w Iranie również nie były przeprowadzone w sposób uczciwy, zbyt wyraźna ingerencja służb porządkowych w przebieg głosowania była dla monarchii znacznym ciosem prestiżowym.

### Próba przeprowadzenia liberalnych reform
Gdy w 1961 kolejne wybory parlamentarne w Iranie zostały sfałszowane, opozycja zorganizowała w kraju serię demonstracji, w maju 1961 doszły do nich strajki nauczycieli i innych grup zawodowych. Protesty zostały rozpędzone; zginął jeden nauczyciel, było też kilku rannych. Po zamieszkach premierem mianowano liberała Alego Aminiego (prawdopodobnie ze względu na naciski USA). Amini przeprowadził legalizację Frontu Narodowego i pozwolił na tworzenie umiarkowanej opozycji demokratyczno-islamskiej. Premier już w 1962 roku popadł w konflikt z szachem i został zdymisjonowany. W jego miejsce urząd objął całkowicie zależny od szacha Asadollah Alam, który wraz z szachem starał się wdrożyć reformy zmierzające do większej sekularyzacji państwa.
Jego rządy charakteryzowały się głęboką postępowością w stosunku do tradycyjnych islamskich wartości społeczeństwa Iranu. Pahlawi utrzymywał dobre stosunki z większością krajów zachodnich i często był przedstawiany jako wzór „nowoczesnego przywódcy” na Bliskim Wschodzie, co zapewniło Iranowi liczne pożyczki ze strony Stanów Zjednoczonych. W parze z bliskimi stosunkami z Zachodem szło często rzeczywiste służenie interesom Zachodu (wprowadzono między innymi rzeczywisty immunitet dla amerykańskich doradców i wojskowych w Iranie). Szach zainicjował program reform wewnętrznych, zwanych białą rewolucją, zakładający m.in. wdrożenie reformy rolnej. Na jej mocy prywatna własność ziemska miała zostać początkowo ściśle ograniczona do jednej wsi. Ostatecznie przyjęto poprawki korzystniejsze dla posiadaczy, umożliwiające im zachowanie także lasów, sadów, plantacji i przedsiębiorstw rolnych oraz zmechanizowanych gospodarstw. Dopuszczono również, by fundacje religijne zachowały darowane im niegdyś grunta. Ziemie odebrane posiadaczom rozdzielono między dzierżawców gruntów. Rolnik otrzymujący ziemię miał obowiązek przyłączenia się do miejscowego związku spółdzielczego; instytucje te podlegały ministerstwu rolnictwa i spraw wiejskich. Państwo zaangażowało się również w organizację szkół i zakładów opieki zdrowotnej na wsiach. Reforma rolna doprowadziła do całkowitej transformacji społecznej na irańskiej wsi.
Na początku lat 60. szach i premier Asadollah Alam próbowali wprowadzić reformę prawa wyborczego, dającą prawo głosu kobietom oraz doprowadzić do wycofania z prawa irańskiego obowiązku składania przysięgi na Koran przez obejmujących urzędy państwowe – w projekcie można było zastąpić go świętą księgą innej religii uznawanej przez państwo. Obydwie propozycje zmian zostały gwałtownie oprotestowane przez duchowieństwo szyickie. Reakcją na protesty były aresztowania. W czerwcu 1963 roku, po tym gdy doszło do zatrzymania jednego z opozycyjnych duchownych, Ruhollaha Chomejniego, w kraju wybuchły zamieszki siłą stłumione przez rząd. Szach ustąpił protestującym ortodoksom i zdymisjonował Alama ze stanowiska.

### Narastający kryzys
Następcą postępowego Alama na stanowisku premiera został Hasan Ali Mansur, który wycofał się ze świeckich reform i aby przypodobać się radykałom, zwolnił z więzienia Ruhollaha Chomejniego. Gdy ten kontynuował działalność opozycyjną, rząd zmusił go do wyjazdu z kraju. Z inicjatywy Pahlawiego nowy premier zreformował fasadowy system partyjny. Również ten premier okazał się skrajnie niepopularny i wkrótce zginął w zamachu.
W latach 60. doszło do dużej kompromitacji szacha spowodowanej woltą szefa SAWAK. Zdymisjonowany w 1961 roku szef SAWAK, Tejmur Bachtijar, który został podejrzany o działalność antyrządową, próbował bez powodzenia uzyskać poparcie Brytyjczyków dla swoich planów odsunięcia szacha od władzy, a następnie nawiązał kontakt ze środowiskami irańskiej opozycji w Iraku. W 1967 Pahlawi polecił SAWAK zamordować Bachtijara, którego zagranicznej działalności coraz bardziej się obawiał. W marcu 1968 generał został zatrzymany w Libanie pod zarzutem nielegalnego wwozu broni, jednak starania Iranu o jego ekstradycję zostały w ostatniej chwili odrzucone, a wojskowy otrzymał zgodę na wyjazd do Szwajcarii. Następnie udał się do Iraku, dokąd zaprosił go Saddam Husajn, obiecując mu równocześnie pomoc w utworzeniu i szkoleniu zbrojnej organizacji, która mogłaby obalić szacha. Jego najbliższe otoczenie było już wtedy całkowicie zinfiltrowane przez irańską tajną policję. Ostatecznie
Tejmur Bachtijar został zastrzelony przez agenta SAWAK podczas polowania, w sierpniu 1970.
Na początku czerwca 1967 szach odwiedził Berlin Zachodni, gdzie jego wizyta wywołała zamieszki. 15 października 1971 szach urządził w Persepolis huczne obchody 2500-lecia imperium perskiego.

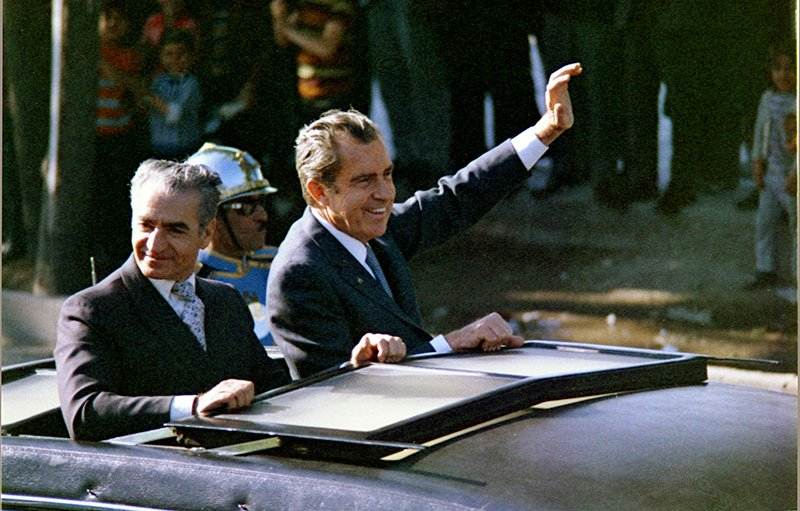
Richard Nixon i Mohammad Reza Pahlawi w Teheranie, 1972

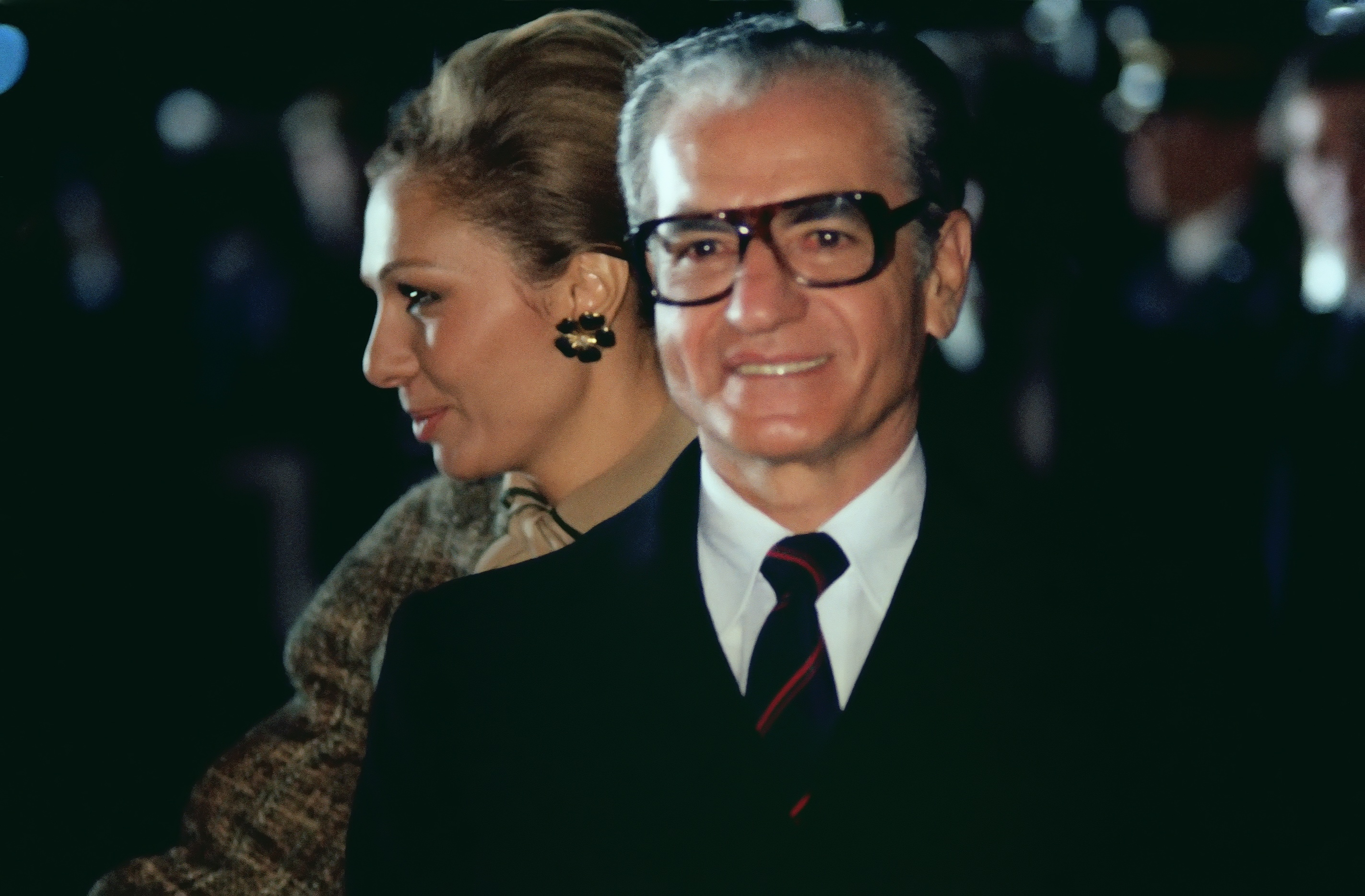
Mohammad Reza Pahlawi z żoną Farah podczas wizyty w USA, 11 listopada 1977

Od 1972 roku nasilał się konflikt z Irakiem. Irak, który w lutym 1972 podpisał układ z ZSRR (zbliżony do tych, które Związek Radziecki zawierał z krajami bloku wschodniego), zachwiał układ sił w regionie. Rząd Stanów Zjednoczonych wraz z Pahlawim opracował strategię osłabienia Iraku. Jednym z jej elementów było wsparcie Kurdów niechętnych wobec rządu. Kurdowie otrzymali wsparcie militarne (w postaci broni i doradców wojskowych) i finansowe ze strony CIA i Iranu. 6 marca 1975 Pahlawi i rząd Iraku podpisali Umowę algierską. Iran w zamian za zrzeczenie się przez Irak prawa do części szlaku wodnego w Szatt al Arab wycofał swoje wsparcie dla rebeliantów. Umowa doprowadziła do polepszenia się wzajemnych relacji, a w 1978 roku, gdy w Iranie doszło do wzrostu nastrojów opozycyjnych, tamtejszy monarcha poprosił Husajna o pomoc w rozprawie z wrogami własnego rządu. Husajn nakazał wydalenie z kraju ajatollaha Chomeiniego.
Z upływem lat rządy szacha coraz częściej były krytykowane za korupcję i brutalne praktyki założonej przez niego w 1957 tajnej policji politycznej SAWAK (takie jak np. wrzucanie ludzi do worków, w których kotłowały się oszalałe z głodu dzikie kocury albo jadowite węże). Przysporzyło mu to wielu przeciwników, zarówno w fundamentalistycznych środowiskach islamskich, jak i w świeckich. W latach 60. i 70. nasiliła się działalność zbrojnej opozycji islamskiej i lewicowej. Licznie powstawały antyrządowe organizacje zbrojne, z których jedną z najsilniejszych była grupa Ludowych Mudżahedinów. Szach był też negatywnie postrzegany i kojarzony z dyktatorską władzą przez wielu mieszkańców innych państw. Jego wizyty w krajach zachodnich często spotykały się z protestami.
Po serii zamieszek w 1978 roku król chcąc uniknąć upadku swojej władzy wykonał wyraźne gesty pod adresem opozycji islamskiej, zamykając bary i kasyna, uwolnił również więźniów politycznych i doprowadził do aresztowania najbardziej skompromitowanych urzędników. Działania te nie wystarczyły, by doprowadzić do zakończenia antyrządowych protestów. Po kolejnych manifestacjach i ich stłumieniu przez policję (czarny piątek w Teheranie 8 września 1978) chaos w państwie coraz bardziej się potęgował, aż końcu doprowadził do wybuchu irańskiej rewolucji islamskiej i obalenia szacha w 1979.

## Rodzina
Mohammad Reza Pahlawi był trzykrotnie żonaty. Z pierwszego małżeństwa z egipską księżniczką Fauzijją bint Fu’ad urodziła się córka Szachnaz Pahlawi. Drugie małżeństwo szacha z Sorajją Esfandijari Bachtijari zostało rozwiązane z powodu braku potomstwa, natomiast ze związku z trzecią żoną Farah Dibą urodziło się czworo dzieci:
- Cyrus Reza Pahlawi
- Farahnaz Pahlawi
- Ali Reza Pahlawi
- Leila Pahlawi

## Odznaczenia i wyróżnienia
25 sierpnia 1977 Uniwersytet Warszawski przyznał mu tytuł doktora honoris causa w dziedzinie prawa. Jego małżonka Farah Pahlawi również uzyskała tytuł doktora honoris causa tej uczelni w dziedzinie historii sztuki.
Perskie, później irańskie
- Wielki Łańcuch Orderu Pahlawiego – 1932
- Wielki Krzyż Orderu Zulfikara – 1949
- Wielki Krzyż Orderu Korony – 1926
- Order Trzeciego Marca
- Złoty Order Sepaha I stopnia
- Order Zasługi Wojskowej
- Order Chwały
- Order Honoru[44]

Zagraniczne
- Krzyż Wielki Orderu Legii Honorowej – 1939, Francja[45]
- Order Najwyższego Słońca I klasy – 1965, Królestwo Afganistanu
- Order Abd al-Aziza ibn Sauda I klasy – 1955, Arabia Saudyjska
- Krzyż Wielki Orderu Wyzwoliciela San Martina – 1965, Argentyna
- Wielka Gwiazda Odznaki Honorowej za Zasługi dla Republiki Austrii – 1958
- Łańcuch Orderu Al-Khalifa – 1966, Bahrajn
- Wielka Wstęga Orderu Leopolda – 1960, Belgia
- Wielki Łańcuch Orderu Krzyża Południa – 1965, Brazylia
- Order Białego Lwa I klasy – 1943, Czechosłowacja
- Order Słonia – 1959, Dania
- Order Mohameda Alego – 1939, Egipt
- Wielka Wstęga Orderu Nilu – 1965, Egipt
- Order Salomona – 1964 Etiopia
- Krzyż Wielki Orderu Lwa Finlandii – 1970, Finlandia
- Krzyż Wojenny 1939-1945 – 1945 Francja
- Krzyż Wielki Orderu Zbawiciela – 1960, Grecja
- Łańcuch Orderu Izabeli Katolickiej – 1957 Hiszpania
- Łańcuch Orderu Karola III – 1970, Hiszpania
- Order Jarzma i Strzał – 1957, Hiszpania
- Krzyż Wielki Orderu Lwa Niderlandzkiego – 1959, Holandia
- Łańcuch Wielkiego Orderu Haszymitów – Królestwo Iraku
- Order Chryzantemy – 1958, Japonia
- Order Al-Husajna Ibn Alego – 1949, Jordania
- Wielka Wstęga Orderu Odrodzenia – 1949, Jordania
- Krzyż Wielki Orderu Odrodzenia – 1966, Polska[46]
- Order Gwiazdy Jugosłowiańskiej – 1966, Jugosławia
- Łańcuch Orderu Niepodległości – 1966, Katar
- Łańcuch Orderu Mubaraka Wielkiego – 1966, Kuwejt
- Order Zasługi Stopnia Specjalnego – 1956, Liban
- Wielki Łańcuch Orderu Idrisa I – 1958, Królestwo Libii
- Order Korony Królestwa – 1968 Malezja
- Order Mohammediya – 1966, Maroko
- Łańcuch Orderu Orła Azteckiego – 1975, Meksyk
- Krzyż Wielki Orderu Ojaswi Rajanya – 1960, Nepal
- Stopień Specjalny Krzyża Wielkiego Orderu Zasługi RFN – 1954, RFN
- Krzyż Wielki Orderu św. Olafa – 1961, Norwegia
- Wojskowy Order Omanu I klasy – 1973, Oman
- Order Pakistanu I klasy – 1959, Pakistan
- Wielki Łańcuch Orderu Infanta Henryka – 1967, Portugalia
- Order Serafinów – 1967, Szwecja
- Chief Commander Legii Zasługi – 1947, USA
- Order Domowy Chakri – 1968, Tajlandia
- Order Przyjaznych Chmur I klasy – 1946, Tajwan
- Wielka Wstęga Orderu Niepodległości – 1965, Tunezja
- Order Złotej Ostrogi – 1948 Watykan[47].
- Order Flagi Węgierskiej Republiki Ludowej z Diamentami I klasy – 1966, Węgry
- Order Łaźni – 1942, Wielka Brytania
- Honorowy Rycerz Krzyża Wielkiego Królewskiego Orderu Wiktoriańskiego – 1948, Wielka Brytania
- Królewski Łańcuch Wiktoriański – 1948, Wielka Brytania
- Order Annuncjaty – Włochy
- Kawaler Krzyża Wielkiego Udekorowany Wielką Wstęgą Orderu Zasługi Republiki Włoskiej – 1957, Włochy
- Kawaler Krzyża Wielkiego Orderu Świętych Maurycego i Łazarza – 1976, Włochy
- Kawaler Krzyża Wielkiego Orderu Korony Włoch – 1976, Włochy